# Cubo soma

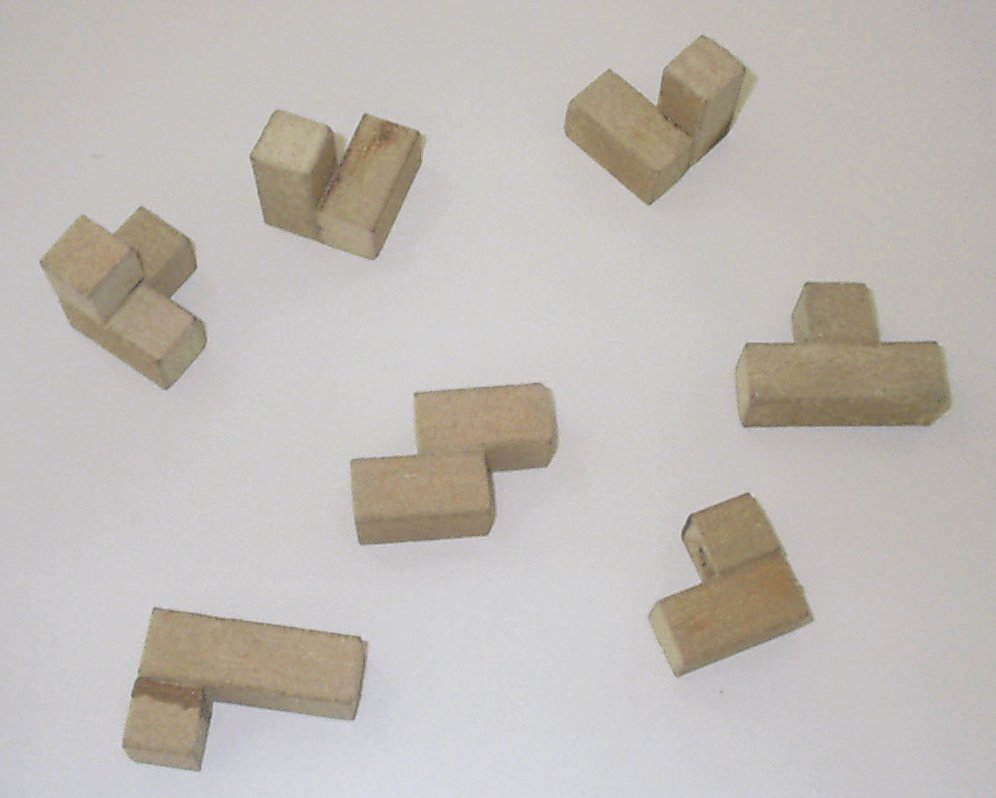
As peças do cubo soma

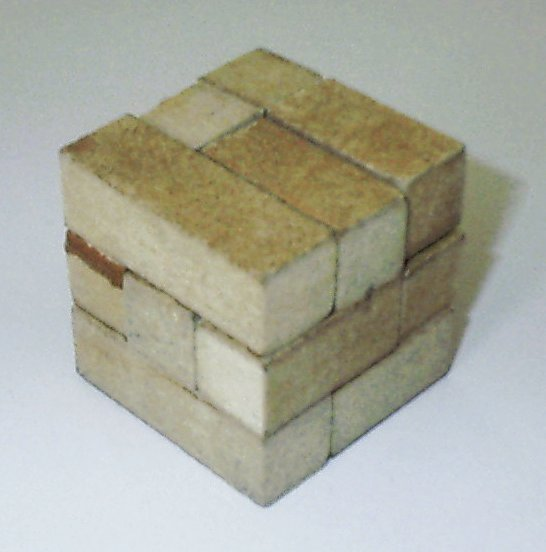
O mesmo quebra-cabeça, montado como um cubo

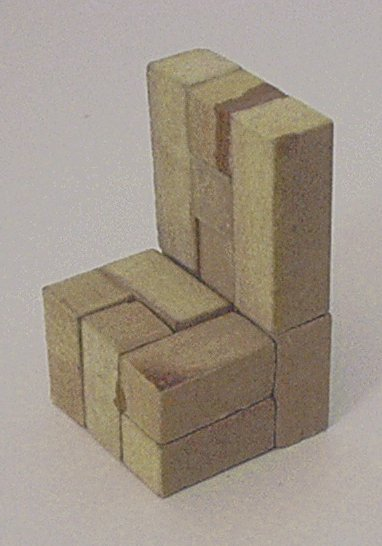
Uma cadeira montada com as peças do cubo soma

O cubo soma é um quebra-cabeça criado pelo poeta e matemático dinamarquês Piet Hein.
O objetivo é usar os sete policubos (peças formadas por pequenos cubos unitários) para montar um cubo de 3x3x3 unidades. As peças também podem ser usadas para montar uma variedade de formas tridimensionais interessantes, e por isso às vezes o cubo soma é considerado o equivalente 3D dos tangrans.
Há 240 maneiras distintas de montar o cubo soma, sem contar rotações e reflexões. As soluções podem ser facilmente geradas por um programa de computador simples.

## História
De acordo com Martin Gardner, Piet Hein estava assistindo a uma aula de Werner Heisenberg sobre mecânica quântica e, enquanto Heisenberg descrevia um espaço dividido em células cúbicas, ele formulou a seguinte hipótese:
'Se pegarmos todas as formas irregulares construídas por até quatro cubos de tamanhos iguais unidos por suas faces, seremos capazes de montar um cubo maior.'
Ele se referia a policubos com até quatro cubos que são formas irregulares.
Forma irregular, neste contexto, deve ser entendido como figura côncava. Uma figura é côncava quando é possível escolher dois pontos do interior da figura de modo que o segmento de reta que os une passa por fora da figura.
Existem 12 policubos com até quatro cubos, mas apenas 7 são irregulares: estas são as 7 peças do cubo soma.
Alguns autores afirmam que o nome "soma" foi tirado do livro "Brave new world", de Aldous Huxley, publicado pela primeira vez em 1932. No livro, soma é uma droga calmante e que causa forte dependência.

## Peças
Estas são seis das sete peças do cubo soma:
Ou vistas de outra forma:
Algumas observações podem ser feitas em relação às peças:
- A primeira peça é um tri cubo, enquanto as outras seis são tetra cubos.
- Todos o tetra cubos são formados pelo tri cubo acrescido de um cubo extra.
- As primeiras quatro peças são apenas poliminós em três dimensões.
- A 6ª peça é a imagem especular da 5ª peça (e vice-versa). Não é possível obter uma delas através da rotação da outra.